# Kaple svaté Scholastiky (Rajhradice)
Kaple svaté Scholastiky je pseudoslohová sakrální stavba v obci Rajhradice v okrese Brno-venkov. Nachází se na území Římskokatolické farnosti Rajhrad. Kaple je zasvěcena rodné sestře svatého Benedikta z Nursie, svaté Scholastice.

## Historie
Kaple byla postavena v letech 1896–1897 a původně se nacházela na západním okraji vsi Rajhradic, pozdějším vývojem zástavby se však dostala do samotného centra obce. Světitelem kaple byl Benedikt Jan Karel Korčian, OSB, tehdejší opat benediktinského kláštera v Rajhradě. Kaple byla opravována v roce 1926 a následně v letech 1983–1993. Do kaple bylo v 80. letech 20. století pořízeno osm vitráží, které však nedopatřením měly nevyhovující rozměry a byly proto jednoduše místními řemeslníky ořezány, aby odpovídaly oknům. Tyto vitráže byly na počátku roku 2020 nahrazeny novými, již přesně odpovídajícími, vyrobenými v dílně Jana Karka v severočeském Cvikově z iniciativy Františka J. Teistera, OSB z rajhradského kláštera. Vitráže z velké části financovala obec Rajhradice a zčásti rajhradská farnost. V kapli bývají pravidelné bohoslužby (zpravidla jednou týdně ve všední den).

## Architektonická podoba
Kaple se nachází v centru obce na křížení ulic Hlavní a Za Kapličkou a je obklopena malým parčíkem. Je to jednolodní pseudoslohová stavba s obdélnou lodí, mírně zúženým presbytářem a nízkou věží nad vstupním průčelím. Prostor presbytáře je od lodi kaple oddělen nízkou mřížkou. Nad hlavním oltářem se nachází barokní obraz Smrt svaté Scholastiky ze 30. let 18. století pocházející z oltáře klášterního kostela v Rajhradě. Autorem obrazu je moravský malíř Jan Jiří Etgens. Na tomto oltáři se stále slouží bohoslužby ad orientem, neboť z prostorových důvodů nebyl v kapli oltář versus populum. Ve věži se nacházejí tři menší zvony. V parčíku u kaple se nachází boží muka, datovaná na podstavě rokem 1945, a pomník obětem 1. a 2. světové války.